# Kirschendorf

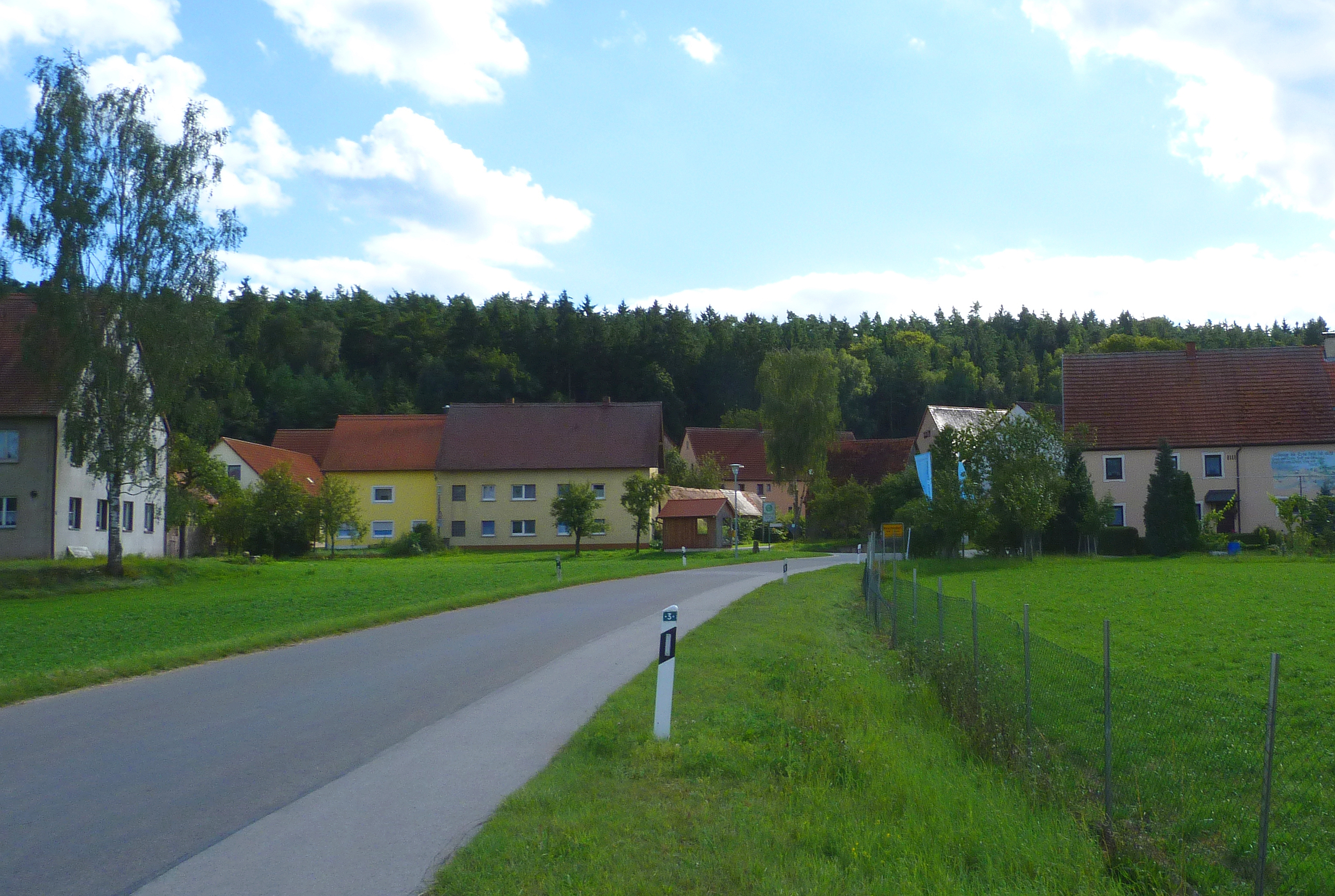
Ortseingang

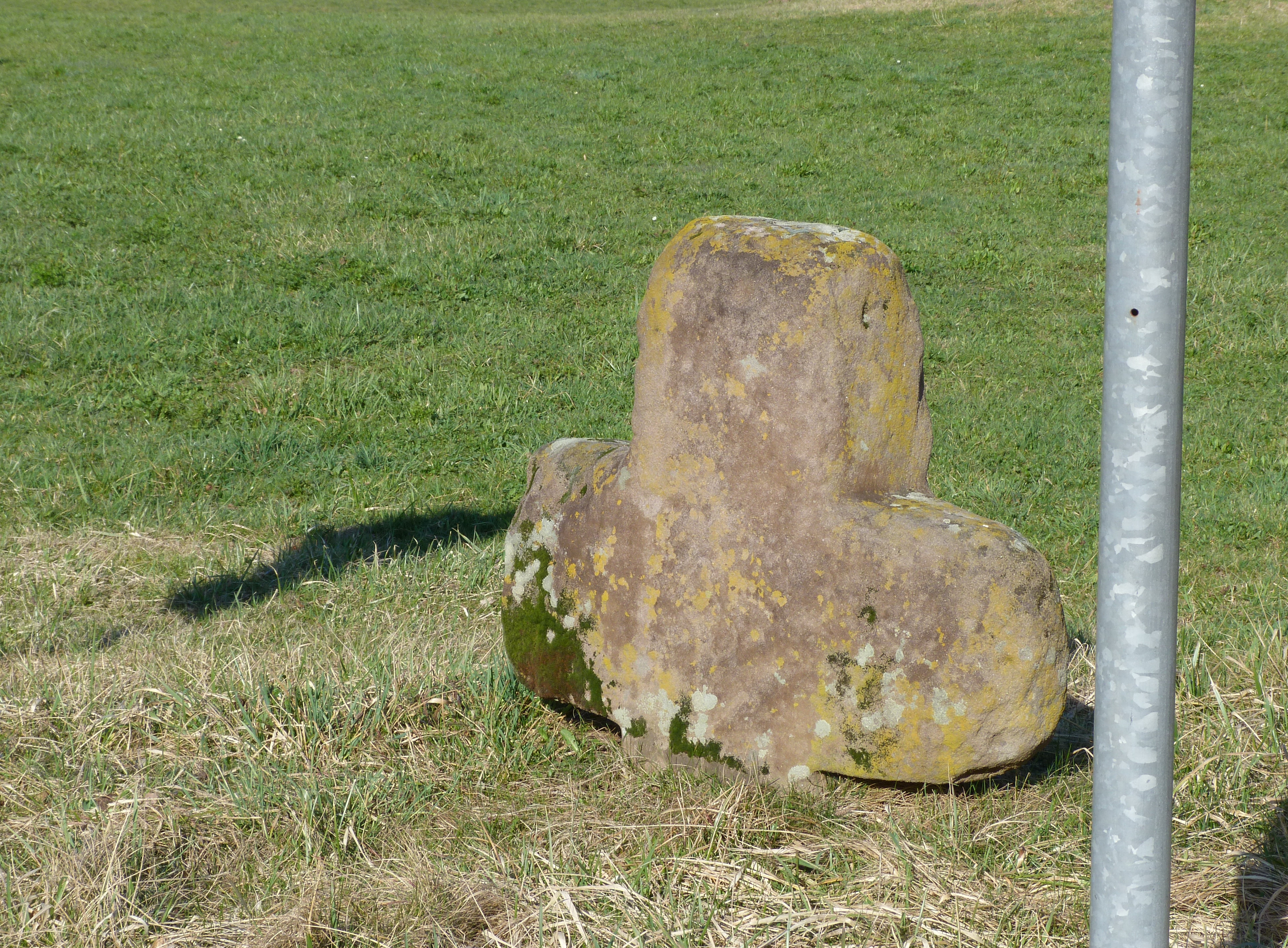
Altes Steinkreuz

Kirschendorf (fränkisch: Kiaschndorf) ist ein Gemeindeteil des Marktes Lichtenau im Landkreis Ansbach (Mittelfranken, Bayern). Kirschendorf liegt in der Gemarkung Schlauersbach.

## Geografie
Der Weiler liegt am Weihergraben, einem rechten Zufluss der Fränkischen Rezat. Der Ort ist westlich vom Hinterholz und östlich von den Oberen Hölzern umgeben. Eine Gemeindeverbindungsstraße führt nach Sauernheim (1,5 km südlich) bzw. zur Staatsstraße 2223 (0,6 km nördlich).

## Geschichte
Der Ort wurde 1304 als „Churssindorf“ erstmals urkundlich erwähnt. Das Bestimmungswort des Ortsnamens ist das mittelhochdeutsche Wort „kürsen“ (= Pelzrock). Demnach war das Dorf für seine Pelzrockherstellung bekannt. 1613 wurde der Ort erstmals als „Kirschendorff“ umgedeutet, da die Bedeutung des ursprünglichen Wortes offensichtlich nicht mehr bekannt war. Kirschenanbau ist im Übrigen aufgrund der dafür ungünstigen Ortslage unwahrscheinlich.
Das Kloster Heilsbronn erwarb dort ein Anwesen. Laut dem Salbuch der Deutschordenskommende Nürnberg aus dem Jahr 1343 gehörten dem Stadtvogteiamt Eschenbach in Kirschendorf 1 Hube. Im Salbuch des nürnbergischen Pflegamtes Lichtenau von 1515 wurde Kirschendorf aufgelistet, jedoch ohne weitere Angaben.
Im 16-Punkte-Bericht des Oberamts Windsbach aus dem Jahr 1608 wurden für Kirschendorf 4 Mannschaften verzeichnet: 2 Höfe unterstanden dem Stiftsamt Ansbach, 1 Hof dem Stadtvogteiamt Eschenbach und 1 Hof der Reichsstadt Nürnberg. Das Hochgericht übte das brandenburg-ansbachische Kasten- und Stadtvogteiamt Windsbach aus. 1707 wurde eine Zapfenhäuslein errichtet, das dem Kastenamt Windsbach unterstand. In der Amtsbeschreibung des Pflegamtes Lichtenau aus dem Jahr 1748 zählte der Ort zur Hauptmannschaft Immeldorf. Es gab 5 Untertansfamilien, von denen ein Halbhof dem St.-Klara-Klosteramt der Reichsstadt Nürnberg unterstand.
Gegen Ende des 18. Jahrhunderts gab es in Kirschendorf fünf Anwesen und ein Gemeindehirtenhaus. Das Hochgericht und die Dorf- und Gemeindeherrschaft übte das Kasten- und Stadtvogteiamt Windsbach aus. Grundherren waren das Fürstentum Ansbach (Kastenamt Windsbach: 1 Schenkstatt, Stiftsamt Ansbach: 1 Halbhof, Pfarrei Sachsen: 1 Söldengut), das Stadtvogteiamt Eschenbach (1 Hof) das St.-Klara-Klosteramt (1 Halbhof). Es gab zu dieser Zeit 6 Untertansfamilien, von denen 4 ansbachisch waren. Von 1797 bis 1808 unterstand der Ort dem Justiz- und Kammeramt Windsbach.
Im Rahmen des Gemeindeedikts wurde Kirschendorf dem 1808 gebildeten Steuerdistrikt Immeldorf und der 1810 gegründeten Ruralgemeinde Immeldorf zugeordnet. Mit dem Zweiten Gemeindeedikt (1818) wurde Kirschendorf in die neu gebildete Ruralgemeinde Schlauersbach umgemeindet. Am 1. April 1971 wurde diese im Zuge der Gebietsreform in Bayern in den Markt Lichtenau eingegliedert.

### Einwohnerentwicklung
| Jahr      | 001818 | 001840 | 001861 | 001871 | 001885 | 001900 | 001925 | 001950 | 001961 | 001970 | 001987 |
| Einwohner | 45     | 46     | 48     | 54     | 45     | 50     | 52     | 68     | 47     | 46     | 37     |
| Häuser    | 8      | 8      |        |        | 10     | 10     | 10     | 10     | 10     |        | 9      |
| Quelle    | [ 18 ] | [ 19 ] | [ 20 ] | [ 21 ] | [ 22 ] | [ 23 ] | [ 24 ] | [ 25 ] | [ 26 ] | [ 27 ] | [ 1 ]  |

## Religion
Der Ort ist seit der Reformation  evangelisch-lutherisch geprägt und nach St. Georg (Immeldorf) gepfarrt. Ein Anwesen war jedoch bis ins 18. Jahrhundert nach St. Margareta (Windsbach) gepfarrt. Die Einwohner römisch-katholischer Konfession sind nach St. Johannes (Lichtenau) gepfarrt.